# Asaphestera
Asaphestera es un género extinto de lepospóndilo (perteneciente al grupo Microsauria) que vivió a finales del período Carbonífero en lo que hoy es Canadá. Según Carroll & Gaskill (1978), Crinodon limnophyes es la especie hermana de A. platyris.